# Protector (gruppo musicale)
I Protector sono un gruppo musicale thrash/death metal tedesco nato a Wolfsburg, attivo dal 1986 al 2001, e poi nuovamente attivo dal 2011 ad oggi.

## Formazione

### Ultima
- Jacek Zander - voce
- Hendrik Bache - chitarra (Dew-Scented)
- Matthias "Matze" Lindner - basso
- Marco Pappe - batteria

### Ex componenti

#### Cantanti
- Martin Missy (1987-1989)
- Oliver "Olly" Wiebel (anche chitarra) (1989-1994)

#### Chitarristi
- Hansi Müller (1986-1991)

#### Bassisti
- Michael Schnabel (1986)
- Ede Belichmeier (1987-1991)
- Matze Grün (1991-1994)

#### Batteristi
- Peter Schultz (1986)
- Michael Hasse (1986-1992), voce (1986)

## Discografia

### Album in studio
- 1988 - Golem
- 1989 - Urm the Mad
- 1991 - A Shedding of Skin
- 1993 - The Heritage
- 2013 - Reanimated Homunculus

### Demo
- 1986 - Protector of Death
- 1987 - Live in München
- 1987 - Kain and Abel
- 1988 - Live in Wolfsburg
- 1989 - Live in Bad Wörrishofen
- 2000 - Resurrected
- 2011 - The Return of Thrash and Madness

### EP
- 1987 - Misanthropy
- 1990 - Leviathan's Desire

### Racolte
- 1995 - Lost in Eternity
- 2003 - Echoes from the Past...
- 2005 - Ominous Message of Brutality
- 2006 - Welcome to Fire
- 2010 - Kain and Abel

### Split
- 2008 - In the Sign of Sodom - Sodomaniac Tribute
- 2012 - In the Vein of Blackened Steel
- 2013 - Merciless Metal Onslaught

## Boxed Set
- 2012 - Wolfsburg Edition